# Berardius
Berardius (también llamado Berardios) es un género de cetáceos odontocetos de la familia Ziphidae que incluye a los zifios de mayor tamaño y ballenas de cuatro dientes. Este género incluye el zifio de Arnoux (Berardius arnuxii, o minami-tsuchi) en aguas frías del hemisferio sur, y el zifio de Baird (Berardius bairdii, o tsuchi-kujira) en aguas frías y templadas del Pacífico Norte. Una tercera especie, el zifio negro (Berardius minimus o ballena menor de cuatro dientes, kuro-tsuchi o zifio de Sato) se declaró distint a de los zifios de Baird en la década de 2010.
Los zifios de Arnoux y de Baird son tan similares que los investigadores han debatido si se trata o no simplemente de dos poblaciones de la misma especie. Sin embargo, pruebas genéticas y su amplia separación geográfica han llevado a clasificarlas como especies separadas. Con base en muestras de tapones de cera en sus oídos, se cree que los zifios de Baird pueden vivir hasta 85 años. Con una longitud de aproximadamente 4 m al nacer, y llegando a crecer hasta alrededor de los 10 m, los zifios de Arnoux y Baird son las ballenas más grandes pertenecientes a la familia Ziphiidae. El kurotsuchi o zifio negro es mucho más pequeño, y los machos adultos tienen una longitud de aproximadamente 7 m.

## Especies
El género Berardius se clasificaba en el pasado como una especie que sólo tenía dos especies: El zifio de Arnoux (Berardius arnuxii) en las aguas del Hemisferio Sur, y el zifio de Baird (Berardius bairdii) en el Pacífico Norte. El zifio de Arnoux fue descrito por Georges Louis Duvernoy in 1851. El nombre del género proviene del almirante Auguste Bérard (1796-1852), quien era el capitán de la corbeta francesa Le Rhin (1842-1846), en la que se llevó un espécimen a Francia para que Duvernoy lo analizara, mientras que el nombre de la especie es en honor a Maurice Arnoux, el cirujano del navío que encontró el cráneo del espécimen en una playa cerca de Akaroa, Nueva Zelanda. El zifio de Baird fue descrito por primera vez por Leonhard Hess Stejneger en 1883 a partir de un cráneo que encontró en la isla de Bering el año previo. La especie recibe su nombre en honor a Spencer Fullerton Baird, un secretario del Instituto Smithsoniano.
Los investigadores han debatido sobre si las poblaciones del norte y del sur representan especies distintas o si son simplemente variantes geográficas. Se han sugerido varios caracteres morfológicos para distinguirlas, pero la validez de cada uno de ellos es motivo de debate; en la actualidad, no parece haber diferencias esqueléticas o externas significativas entre las dos formas, salvo el menor tamaño de los ejemplares del sur conocidos hasta la fecha. La similitud morfológica dio origen a la hipótesis de que las poblaciones eran simpátricas desde la última Era de Hielo del Pleistoceno, hace aproximadamente 15.000 años, pero análisis genéticos posteriores sugieren lo contrario. Análisis filogenéticos de la región de control del ADN mitocondrial (bucle D o D-loop) revelaron que los zifios de Baird y de Arnoux eran recíprocamente monofiléticos: linajes de cada una de las especies se agrupaban excluyendo linajes de la otra especie. También se hallaron sustituciones diagnósticas en el ADN. Estos resultados son consistentes con la actual clasificación de los zifios de Baird y de Arnoux como especies distintas. Además, el grado de diferenciación entre las formas septentrionales y meridionales del género Berardius sugiere que las especies pueden haber estado separadas ya desde hace varios millones de años.
La evidencia genética sugiere que los zifios de Baird y de Arnoux se separaron unos de los otros después de que su ancestro común se separara de los zifios negros, aunque no existe certeza a este respecto. Son especies que nadan a grandes profundidades y que pasan largos periodos de tiempo sumergidas bajo la superficie del agua, por lo que son difíciles de estudiar. Se les considera parte de los odontocetos más pequeños en cuanto a tamaño total.

### Posibles especies
Avistamientos durante excursiones de observación de ballenas y estudios de individuos varados sugieren la posibilidad de otra forma de Berardius en el Mar de Ojotsk, incluyendo la costa del norte de Hokkaido, especialmente alrededor de la península de Shiretoko y cerca de Abashiri, o en el Mar del Japón frente a la península de Corea y el Pacífico Norte y el Mar de Bering frente a Alaska. Estas ballenas son generalmente mucho más pequeñas que las especies conocidas (6-7 m), de color más oscuro, y habitan en aguas poco profundas cerca de las zonas costeras, lo suficiente como para quedar atrapadas en las redes fijas para pescar salmón. Los balleneros locales las llaman  "kurotsuchi" (Berardius negro) o "karasu" (que significa cuervo); no se sabe si estos términos son sinónimos o identifican dos especies distintas. Estudios genéticos indican que los kurotsuchi son zifios negros (Berardius minimus), reconocidos como especie distinta en la década de 2010.
Desde la época de la caza de ballenas por parte de la Unión Soviética se ha reportado la existencia de zifios calderones del norte en el Mar de Ojotsk, y los balleneros tradicionales de Japón también han reportado un tipo desconocido de zifio parecido al zifio de Baird que tiene cuatro colmillos en las mandíbulas superior e inferior. Se desconoce si estos registros se corresponden con esta nueva forma.
Se ha reportado que en el Mar de Ojotsk vive un tipo desconocido de gran zifio de tamaño similar al de un zifio de Baird adulto, que se asemeja en cierto modo al zifio de Longman. El "monstruo de la Playa Moore", un cadáver inicialmente no identificado que se encontró en 1925 en la Playa Moore, en la bahía de Monterrey, fue identificado por la Academia de Ciencias de California como un zifio de Baird.. Se ha afirmado que existen registros de varamientos de estas ballenas a lo largo de las áreas dentro y alrededor del Estrecho de Tartaria en la década de 2010.

## Especies conocidas
- Berardius arnuxii (zifio de Arnoux);
- Berardius bairdii (zifio de Baird);
- Berardius minimus (zifio negro).